# Médecine
 (mars 2024).
La médecine (du latin : medicina, qui signifie « art de guérir, remède, potion »), au sens de pratique (art), est la science témoignant de l'organisation du corps humain (anatomie), son fonctionnement normal (physiologie), et cherchant à préserver la santé (physique comme mentale) par la prévention (prophylaxie) et le traitement (thérapie) des maladies. La médecine humaine est complémentaire et en synergie avec la médecine vétérinaire.
La médecine contemporaine utilise l'examen clinique, les soins de santé, la recherche et les technologies biomédicales pour diagnostiquer et traiter les blessures et les maladies, habituellement à travers la prescription de médicaments, la chirurgie ou d'autres formes de thérapies.

## Histoire

### Préhistoire et Antiquité
Il n'existe pas suffisamment de données fiables pour déterminer le début de l'usage des plantes à des fins médicinales (phytothérapie). Les données médicales contenues dans le Papyrus Edwin Smith peuvent être datées du XXXe siècle av. J.-C.. Les premiers exemples connus d’interventions chirurgicales ont été réalisés en Égypte aux alentours du XXVIIIe siècle av. J.-C. (voir chirurgie). Imhotep sous la troisième dynastie est parfois considéré comme le fondateur de la médecine en Égypte antique et comme l'auteur originel du papyrus d’Edwin Smith qui énumère des médicaments, des maladies et des observations anatomiques. Le papyrus gynécologique Kahun traite des maladies des femmes et des problèmes de conception. Nous sont parvenues trente-quatre observations détaillées avec le diagnostic et le traitement, certains d'entre eux étant fragmentaires. Datant de 1800 av. J.-C., il s’agit du plus ancien texte médical, toutes catégories confondues. On sait que des établissements médicaux, désignés par l’expression Maisons de vie ont été fondés dans l’Égypte antique dès la première dynastie.
Les plus anciens textes babyloniens sur la médecine remontent à l’époque de l’ancien empire babylonien dans la première moitié du IIe millénaire av. J.-C. Cependant, le texte babylonien le plus complet dans le domaine de la médecine est le Manuel de diagnostic écrit par Esagil-kin-apli le médecin de Borsippa, sous le règne du roi babylonien Adad-ALPA-iddina (1069-1046 av. J.-C.).
Hippocrate, est considéré comme le père fondateur de la médecine moderne et rationnelle,, et ses disciples ont été les premiers à décrire de nombreuses maladies. On lui attribue la première description des doigts en baguette de tambour, un signe important pour le diagnostic de la bronchopathie chronique obstructive, du cancer du poumon et des cardiopathies cyanogènes congénitales. Pour cette raison, le symptôme des doigts en baguette de tambour est parfois appelé hippocratisme digital. Hippocrate a également été le premier médecin à décrire la face hippocratique. Shakespeare fait une allusion célèbre à cette description dans sa relation de la mort de Falstaff dans Henry V, acte II, scène III,. Le Corpus hippocratique popularise la théorie des humeurs. La médecine rationnelle grecque et latine coexiste cependant pendant toute l'Antiquité avec les cultes des Dieux guérisseurs.
Agnodice (Hagnodice) ou Hagnodikè (en grec ancien Ἁγνοδίκη) fut, selon une légende grecque rapportée par Hygin (Caius Julius Hyginus) dans la 274e de ses Fabulae, l'une des premières femmes médecin et gynécologue. Issue de la haute société athénienne, elle se déguisa en homme pour suivre les cours de médecine du célèbre médecin Hérophile. Vers 350 av. J.-C., elle passa l'examen et devient gynécologue, mais sans révéler qu'elle était une femme.

### Moyen Âge

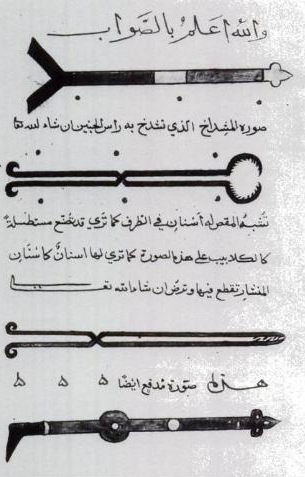
Le plus ancien inventaire des instruments chirurgicaux a été dressé par Aboulcassis au XIe siècle

La médecine pratiquée et enseignée en occident a ses racines dans les connaissances acquises et protocolées de l'Antiquité au Ier millénaire av. J.-C. de l'Orient à l'Empire romain.
Elles proviennent de la Torah, étonnement rationnelle en la matière, car tenant compte des conditions climatiques. En effet, les cinq livres de Moïse qui la constituent, contiennent diverses « lois » ayant des conséquences directes sur la santé à travers différents rituels, tels que l'isolement des personnes infectées (Lévitique 13:45-46), le lavage des mains après avoir manipulé un cadavre (Livre des Nombres 19:11-19) et l’enfouissement des excréments à l’extérieur du campement (Deutéronome 23:12-13).
La traduction dans les années 830-870 de 129 œuvres du médecin grec Galien (Ier siècle av J.C.) en arabe par Hunayn ibn Ishaq et ses élèves sert de modèle à la médecine des civilisations islamiques et se propage rapidement à travers l’Empire arabe, reprenant en particulier, l'insistance de Galien sur une approche rationnelle et systématique de la médecine. Qusta ibn Luqa joua aussi un rôle important dans la traduction et la transmission des textes grecs. Les médecins musulmans ont mis en place certains des premiers hôpitaux, institution qui importée en Europe à la suite des croisades.
En Europe occidentale, l'effondrement de l'autorité de l’empire romain a conduit à l’interruption de toute pratique médicale organisée. La médecine était exercée localement, alors que le rôle de la médecine traditionnelle augmentait, avec ce qui restait des connaissances médicales de l'antiquité. Les connaissances médicales ont été préservées et mises en pratique dans de nombreuses institutions monastiques qui s’étaient souvent adjoint un hôpital et disposaient de carrés d'herbes médicinales. Une médecine professionnelle organisée est réapparue, avec la fondation de l’école de médecine de Salerne en Italie au XIe siècle qui, en coopération avec le monastère du Mont Cassin, a traduit de nombreux ouvrages byzantins et arabes.
À partir du XIe siècle, l'Église veut dissocier la vocation de moine de la profession de médecin. La volonté d'encadrer le savoir aboutit à la formation d'universités aux mains des ecclésiastiques. Les médecins de l'université de médecine de Montpellier, dépositaires des doctrines des médecins juifs et arabes, privilégient les plantes, ceux de l'Ancienne université de Paris privilégient la purge et la saignée.
En 1761, Claude Bourgelat fonde l'École Royale Vétérinaire par arrêt du Conseil du Roi Louis XV, et introduit la "biopathologie comparée" entre les animaux et l'homme. Il rédige l'ouvrage "Art vétérinaire ou médecine des animaux" et écrit dans l'Encyclopédie Diderot : « La médecine de l’homme est utile à celle du cheval et réciproquement. » « L'analogie de mécanisme du corps de l'homme et de l'animal,… est véritablement constante, s'éloigner de la route qui conduit à la guérison de l'un et chercher de nouvelles voies pour la guérison de l'autre, c'est s'exposer à tomber dans des écarts criminels.»

### XIXesiècleetXXesiècle

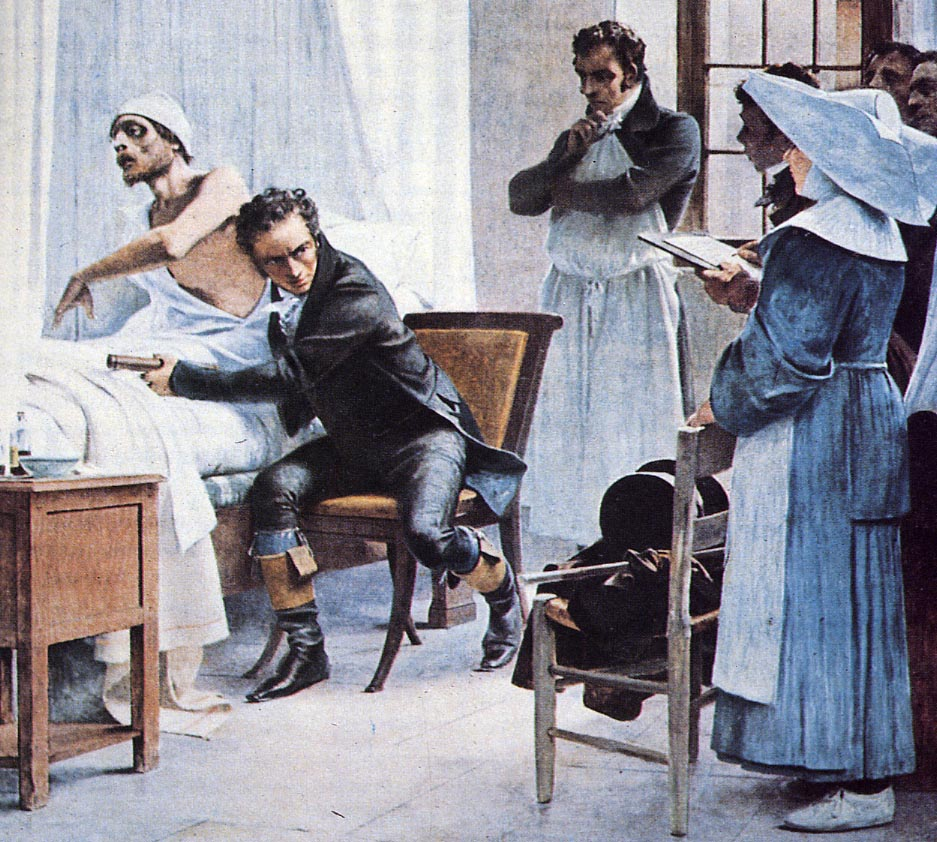
Laennec - Théobald Chartran.

Au XIXe siècle, Karl August Wunderlich publie Das Verhalten der Eigenwärme in Krankheiten, qui établit que la fièvre est seulement un symptôme et met fin au credo d'une maladie infectieuse jusqu'alors nommée « fièvre intermittente ». En 1881 Theodor Billroth réalise la première gastrectomie, il révolutionne la chirurgie du pharynx et de l'estomac. En utilisant l'analyse statistique, le médecin Pierre-Charles Alexandre Louis (1787-1872) montre que l'utilisation des saignées chez les malades atteints de pneumonie n'est pas bénéfique mais néfaste. Ceci esquisse la notion d'étude randomisée en double aveugle.

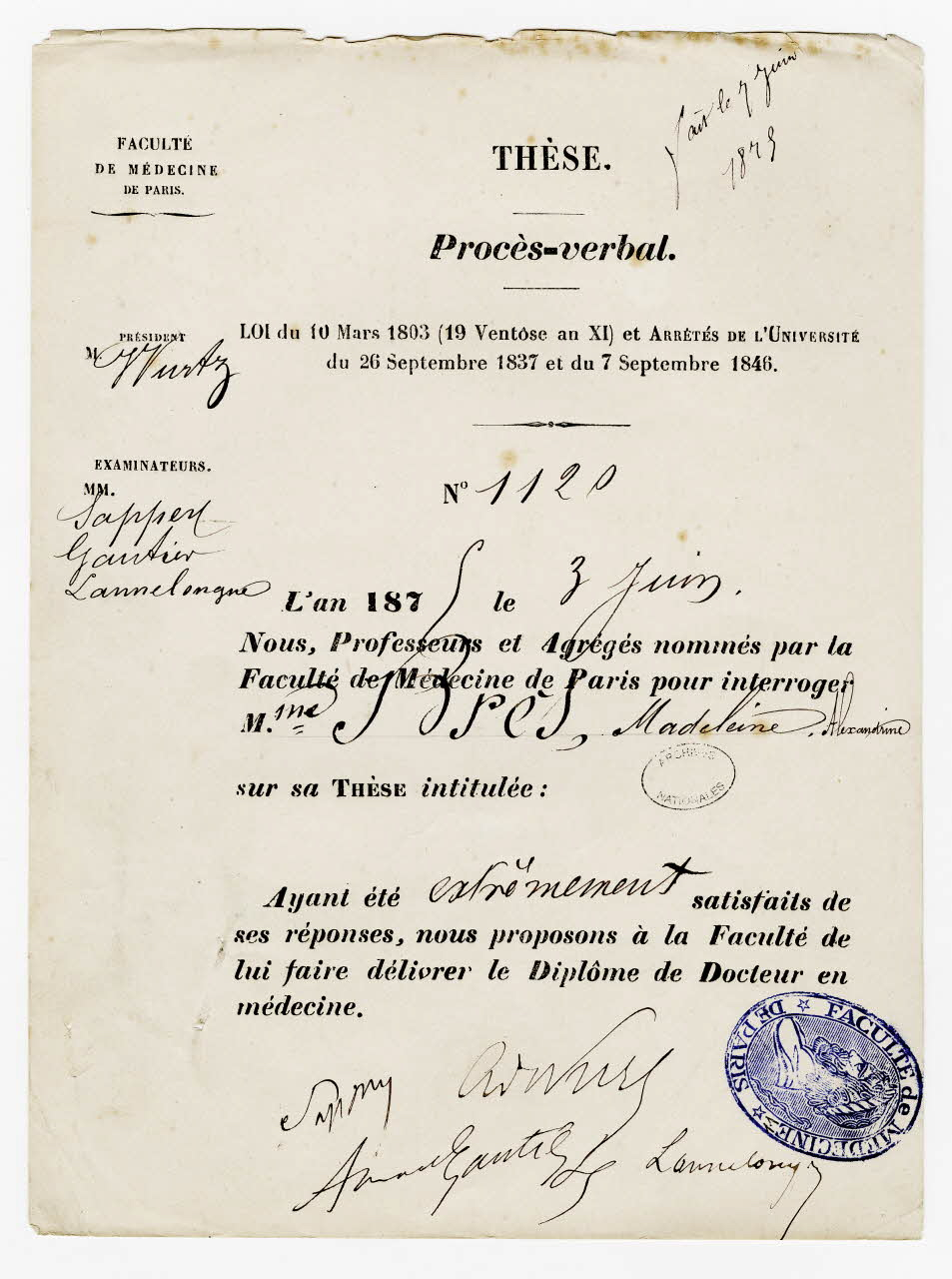
Procès-verbal de soutenance de thèse de Madeleine Brès - Archives nationales - AJ-16-6885-1

Madeleine Brès (1842-1921) est la première femme de nationalité française à accéder aux études de médecine en 1868, mais sans avoir le droit d'accéder aux concours. Elle obtient son doctorat en médecine, en 1875 et devient gynécologue et pédiatre. Elle démontre dans sa thèse que le lait du nourrisson se modifie au cours de l'allaitement et crée une des premières crèches parisiennes. Elizabeth Garrett Anderson, britannique la devance de cinq ans en France dans l'obtention de son doctorat.
En 1854, Florence Nightingale est la première à utiliser les statistiques pour réorganiser les soins aux blessés de la guerre de Crimée et faire baisser la mortalité des soldats,,.
Le 25 novembre 1901, Aloïs Alzheimer décrit le tableau clinique de la maladie qui porte son nom, dont il n'existe toujours aucun traitement connu à ce jour[Quand ?]. Les traitements médicaux font des progrès spectaculaires avec l'invention de nouvelles classes de médicaments. Felix Hoffmann dépose le brevet de l'aspirine le 6 mars 1899. En 1909, le Nobel de médecine Paul Ehrlich invente la première chimiothérapie en créant un traitement à base d'arsenic contre la syphilis. En 1921 Frederick Banting de l'université de Toronto isole l'insuline et invente un traitement du diabète sucré. Le premier antibiotique date de 1928 avec la découverte de la pénicilline par Alexander Fleming.
Selon la psychanalyste uruguayenne Raquel Capurro, la médecine a été le premier domaine influencé par le positivisme d'Auguste Comte, à partir du milieu du XIXe siècle, à travers des personnalités telles que le docteur Robinet parmi d'autres.

## Délimitations
La délimitation de ce qui est médecine et de ce qui ne l'est pas est source de débat.[réf. souhaitée]

### Médecine «moderne» «occidentale»
La plus grande partie de cet article traite de la médecine telle qu'elle s'est développée à partir de l'époque moderne, et pratiquée à partir du XIXe siècle. Les innovations majeures apportées par la médecine occidentale à partir du XIXe siècle (anesthésie et asepsie puis vaccination et antibiotiques au XXe siècle), ses succès, ainsi que sa diffusion à travers le monde par le biais notamment de la colonisation par l'Occident vont inciter à poser, dès la fin du XIXe siècle, la médecine scientifique occidentale comme modèle de médecine faisant autorité, lequel s'est diffusé au niveau mondial à travers son industrialisation au XXe siècle.

### Médecine médiévale occidentale
Certains chercheurs réhabilitent de même certains aspects de la médecine médiévale occidentale. Ainsi l'historien de la médecine Roger Dachez qui met en valeur l'aspect préventif et la vision globale qu'avait de la médecine le Moyen Âge.

### Médecines traditionnelles et complémentaires
De même, toujours à la fin du XXe siècle, notamment sous l'effet de la mondialisation, les médecines traditionnelles occidentales ou non ont vu leur place reconnue au sein de la médecine mondiale : en 2002, l'organisation mondiale de la santé a ainsi mis en place sa première stratégie globale en matière de médecines traditionnelles et complémentaires.
L'organisation mondiale de la santé identifie ainsi, à côté de la médecine conventionnelle, d'autres types de médecines, dites « traditionnelles et complémentaires » incluant : acupuncture, médecine ayurvédique, chiropractie, phytothérapie, homéopathie, naturopathie, ostéopathie, médecine traditionnelle chinoise et médecine unani.
En Occident, l'usage de médecines alternatives et complémentaires est constaté dans certaines conditions où les traitements de biomédecine semblent inefficaces, notamment dans le cas de maladies chroniques.

## Processus médical
Les étapes de l'acte médical sont formées de :
- l'étiologie qui désigne l'étude des causes de la maladie ;
- la pathogénie ou pathogenèse qui désigne l'étude du mécanisme causal ;
- la physiopathologie qui désigne l'étude des modifications des grandes fonctions au cours des maladies ;
- la sémiologie qui désigne l'étude de l'ensemble des signes apparents. Elle est apparentée à ce qui est nommée la clinique, opposée à la para-clinique qui sont les résultats des examens complémentaires. Face à la complexité croissante des techniques d'imagerie, il s'est développé une sémiologie des examens complémentaires ;
- le diagnostic qui désigne l'identification de la maladie ;
- le diagnostic différentiel qui désigne la description des maladies comportant des signes proches et qui peuvent être confondues ;
- la thérapeutique qui désigne le traitement de la maladie ;
- le pronostic qui désigne l'anticipation de l'évolution de celle-ci ;
- la psychologie qui désigne la partie de la philosophie qui traite de l’âme, de ses facultés et de ses opérations. La psychologie du patient est un élément important de la réussite du processus médical. Comme le dit dès 1963 l'historien de la médecine Jean Starobinski, « une médecine vraiment complète ne se borne pas à cet aspect technique ; s'il accomplit pleinement son métier, le médecin établit avec son patient une relation qui satisfera les besoins affectifs de ce dernier. L'acte médical comporte donc un double aspect : d'une part les problèmes du corps et de la maladie font l'objet d'une connaissance qui n'est pas différente de celle que nous prenons du reste de la nature - et l'organisme du patient est alors considéré comme une « chose » vivante capable de réagir conformément à des lois générales ; d'autre part, le rapport thérapeutique s'établit entre deux personnes, dans le contexte d'une histoire personnelle - et la médecine devient alors cette fois un art du dialogue, où le patient s'offre comme un interlocuteur et comme une conscience alarmée »[32]. Georges Canguilhem écrivait lui que « l’acte médicochirurgical n’est pas qu’un acte scientifique, car l’homme malade n’est pas seulement un problème physiologique à résoudre, il est surtout une détresse à secourir ». Une décision médicale doit tenir compte à la fois des données de la science, mais également des préférences des patients et de l’expérience du praticien[33]

## Branches
En travaillant ensemble comme une équipe interdisciplinaire, de nombreux professionnels de la santé hautement qualifiés sont impliqués dans la prestation des soins de santé modernes. Voici quelques exemples : les infirmiers, les techniciens médicaux d'urgence et les ambulanciers, les scientifiques de laboratoire, pharmaciens, podologues, physiothérapeutes, inhalothérapeutes, psychologues, orthophonistes, ergothérapeutes, psychomotriciens,  radiologues, des diététiciens, des bioingénieurs, des chirurgiens et des vétérinaires.
Un patient admis à l'hôpital est habituellement sous les soins d'une équipe spécifique en fonction de leur problème de présentation principale, par exemple, l'équipe de cardiologie, qui peut ensuite interagir avec d'autres spécialités, par exemple, la chirurgie, la radiologie, pour aider à diagnostiquer ou traiter le problème principal ou des complications ultérieures. Les médecins ont de nombreuses spécialisations et sous-spécialisations dans certaines branches de la médecine, qui sont énumérés ci-dessous. Il existe des variations d'un pays à l'autre en ce qui concerne les spécialités et les sous-spécialités.
Les principales branches de la médecine sont :
- les sciences fondamentales ;
- les spécialités médicales ;
- les domaines interdisciplinaires, comme les humanités médicales.

### Sciences fondamentales

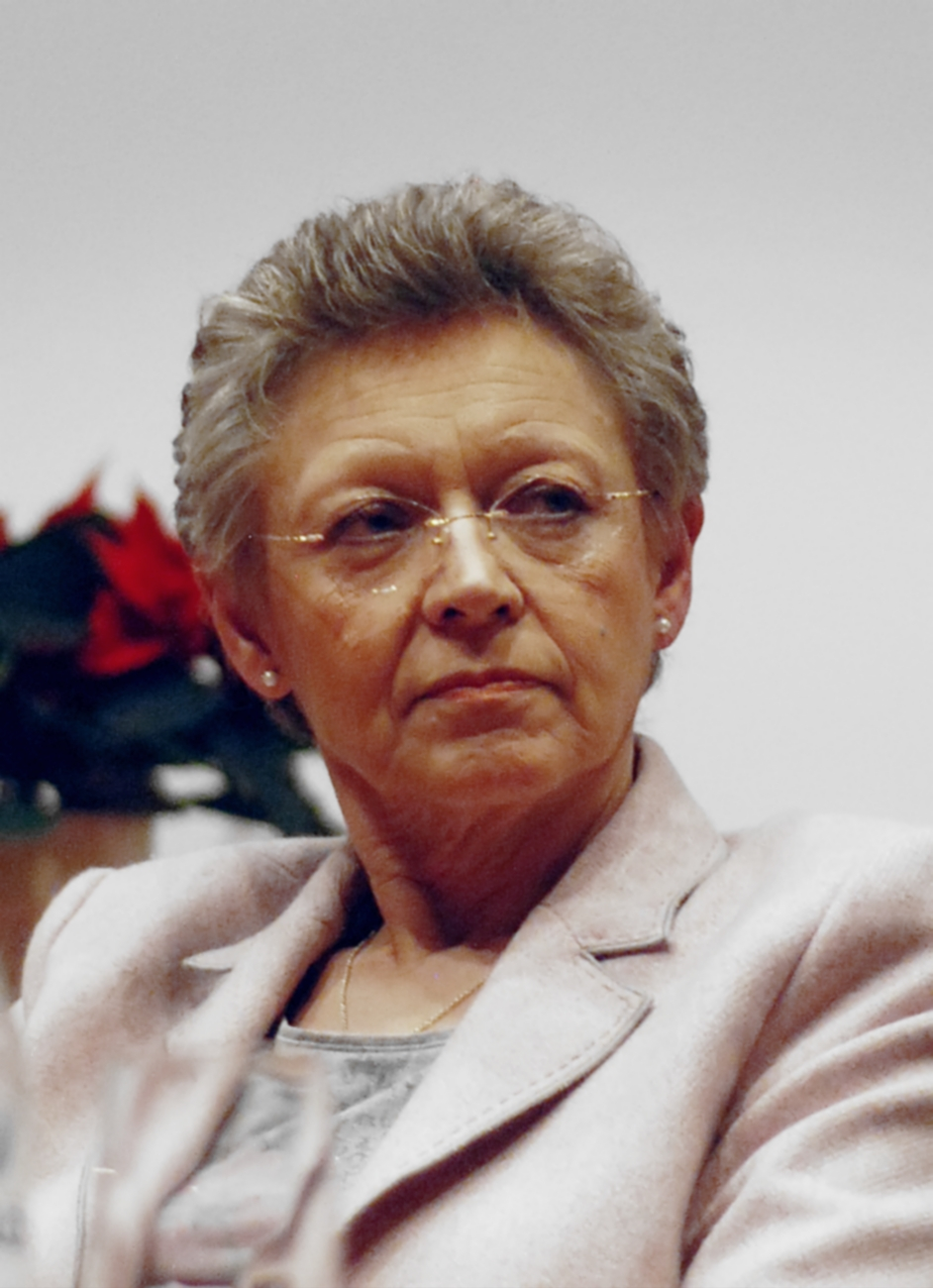
Françoise Barré-Sinoussi, lauréate du prix Nobel de physiologie ou médecine en 2008.

- L'anatomie : étude de la structure physique des organismes. Contrairement à l'anatomie macroscopique ou brute, la cytologie et l'histologie sont concernés par des structures microscopiques.
- La biochimie : étude de la chimie qui se déroule dans les organismes vivants, en particulier la structure et la fonction de leurs composants chimiques.
- La biologie moléculaire : étude des mécanismes moléculaires des processus de réplication, de transcription et de traduction du matériel génétique.
- La biomécanique : étude de la structure et des mouvements des systèmes biologiques au moyen de la mécanique.
- La biophysique : science interdisciplinaire qui utilise les méthodes de la physique et de la chimie physique pour étudier les systèmes biologiques.
- La biostatistique : application des statistiques à des champs biologiques dans le sens le plus large. Une connaissance de la biostatistique est essentiel dans la planification, l'évaluation et l'interprétation de la recherche médicale. Il est également fondamental de l'épidémiologie et de la médecine fondée sur des preuves (EBM).
- La cytologie : étude des cellules.
- L'embryologie : étude du développement précoce des organismes.
- L'épidémiologie : étude de la démographie des processus de la maladie, et inclut, mais sans s'y limiter, l'étude des épidémies.
- La génétique : étude des gènes, et leur rôle dans l'héritage biologique.
- L'histologie : étude des structures des tissus biologiques par microscopie optique, la microscopie électronique et l'immunohistochimie.
- L'immunologie : étude du système immunitaire, qui comprend le système immunitaire inné et adaptatif.
- La microbiologie : étude des micro-organismes, y compris les protozoaires, les bactéries, les champignons, les virus et les prions.
- La neuroscience : étude du système nerveux.
- La nutrition (mise au point théorique) et la diététique (orientation pratique) : étude de la relation entre la nourriture et des boissons à la santé et à la maladie, en particulier dans la détermination d'une alimentation optimale. thérapie nutritionnelle médicale se fait par des diététistes et est prescrit pour le diabète, les maladies cardiovasculaires, le poids et les troubles alimentaires, les allergies, la malnutrition et les maladies néoplasiques.
- La pathologie en tant que science : étude des maladies, de leurs causes, progressions et traitements.
- La pharmacologie : étude des médicaments et de leurs actions.
- La physiologie : étude du fonctionnement normal de l'organisme et les mécanismes de régulation sous-jacents. La physiologie peut être subdivisée (physiologie cardiaque, endocrinienne…).
- La physique médicale : étude des applications des principes de physique en médecine.
- La toxicologie : étude des effets nocifs des médicaments et des poisons.

### Spécialités et compétences

#### Par pratique
- l'anatomopathologie : étude microscopique des tissus malades ;
- l'anesthésie-réanimation : l'anesthésie qui est la médecine péri-opératoire, la réanimation qui est la prise en charge des malades présentant au moins deux défaillances d'organe ou une nécessitant une technique de suppléance ;
- la biologie médicale ;
- la chirurgie : thérapeutique médicale qui comporte une intervention mécanique au sein même des tissus ;
- l'éducation de la santé ;
- la médecine esthétique : type de soins visant à améliorer l'aspect plastique du patient ;
- la médecine générale (médecine de famille) ;
- la médecine du travail : médecine préventive consistant à éviter toute altération de la santé des travailleurs du fait de leur travail, notamment en surveillant les conditions d'hygiène du travail, les risques de contagion et l'état de santé des travailleurs ;
- la médecine d'urgence : médecine hospitalière (service des urgences) et extrahospitalière (Samu), traitement des urgences vitales ;
- la nutrition : prise en charge du métabolisme et de l'alimentation ;
- la pharmacie : dispensation des médicaments et prise en charge pharmaco-thérapeutique ;
- la radiologie, spécialité de l'imagerie médicale.

#### Par type de patient
- L'andrologie : médecine de l'homme, prise en charge des maladies spécifiques du sexe masculin ;
- la gynécologie : spécialité médicochirurgicale, dont l'activité variée inclut notamment la médecine de la femme, le suivi gynéco-obstétrical et les cancers des organes génitaux féminins ainsi que des seins ;
- l'obstétrique : médecine de la femme enceinte. À noter la pratique médicale à part entière des sages-femmes, qui se consacrent à la surveillance de la grossesse normale ;
- la médecine fœtale : médecine du fœtus grâce à l'apparition de méthodes d'explorations de la vie intra-utérine (échographie, Doppler, amniocentèse) ;
- la médecine légale : recherche des causes de la mort sur un cadavre (nécropsie) et rédaction d'un rapport pour la Justice ;
- la pédiatrie : médecine des enfants, domaine très large et englobant généralement la génétique clinique ;
- la néonatologie : médecine et réanimation des nouveau-nés et des prématurés ;
- la gériatrie : médecine des personnes âgées ;
- la médecine des gens de mer : médecine des marins et travailleurs de la mer.
- la médecine vétérinaire : médecine des animaux.

#### Par organe
- L'angiologie : médecine des vaisseaux ;
- la cardiologie : médecine des maladies du cœur et du système vasculaire ;
- la dermatologie : médecine des maladies de la peau ;
- l'endocrinologie : médecine des maladies des glandes, des anomalies hormonales, des troubles de la nutrition et des métabolismes ;
- l'hématologie : médecine des maladies du sang ;
- l'hépato-gastro-entérologie : aussi appelée gastroentérologie, médecine des maladies de l'appareil digestif dans son ensemble, incluant celles du tube digestif et celles du foie, du pancréas, ainsi que de la paroi abdominale. La gastroentérologie comprend également les activités d'endoscopie digestives, soit haute (endoscopie œsogastroduodénale), soit basse (iléocoloscopie) ;
- l'immunologie : médecine des maladies ou des troubles du système immunitaire ;
- la néphrologie : médecine des maladies des reins ;
- la neurologie : médecine des maladies du système nerveux ;
- l'odontologie : soins des dents ;
- l'ophtalmologie : médecine des maladies des yeux, de l'orbite et des paupières ;
- l'orthopédie : discipline chirurgicale traitant les affections de l'appareil locomoteur ;
- l'oto-rhino-laryngologie (ORL) : médecine des maladies des oreilles, du nez et de la gorge ;
- la pneumologie : médecine des maladies de la plèvre, des bronches et des poumons ;
- la proctologie : médecine des maladies du rectum et de l'anus ;
- la rhumatologie : discipline médicale traitant les affections de l'appareil locomoteur ;
- la stomatologie : médecine des maladies de la bouche ;
- l'urologie : médecine de l'appareil urinaire.

#### Par affection
- L'addictologie : médecine des dépendances, regroupant l'alcoolisme, le tabagisme et la toxicomanie (branche de la psychiatrie selon certains) ;
- l'alcoologie : médecine des troubles liés à l'alcool ;
- l'allergologie : médecine des allergies ;
- la cancérologie ou oncologie : médecine des cancers (comprenant la chimiothérapie des tumeurs) associée avec la radiothérapie : traitement des tumeurs par radiations ionisantes ;
- la diabétologie : médecine des diabètes ;
- l'infectiologie : médecine des maladies infectieuses ;
- la psychiatrie : médecine des troubles comportementaux, psychiques et des maladies mentales ;
- la toxicologie : traitement des empoisonnements et intoxications ;
- la traumatologie : traitement des patients ayant subi de graves blessures, généralement accidentelles ;
- la vénérologie : médecine faisant l'étude des maladies transmises par l'acte sexuel.

#### Types de chirurgie
- Chirurgie cardiaque
- Chirurgie digestive
- Chirurgie de la face et du cou (maxillo-faciale)
- Chirurgie générale (n'existe plus en France)
- Chirurgie pédiatrique
- Chirurgie orthopédique
- Chirurgie dentaire
- Chirurgie plastique, reconstructrice et esthétique
- Chirurgie thoracique
- Chirurgie urologique (Urologie)
- Chirurgie vasculaire
- Chirurgie viscérale
- Neurochirurgie
- Techniques chirurgicales

#### Divers
- Anatomie et cytologie pathologiques (voir anatomopathologie)
- Anesthésie-réanimation
- Biologie médicale
- Génétique
- Gynécologie obstétrique
- Informatique Médicale et Technologies de l'Information
- Médecine générale
- Médecine interne
- Médecine hyperbare
- Médecine nucléaire
- Médecine nutritionnelle (voir nutrition)
- Pathologie (pays anglophones)
- Pédopsychiatrie
- Médecine physique et de réadaptation
- Santé publique

## Institutions médicales

### Institutions
- Les académies de médecine
- les Centers for Disease Control and Prevention, soit « centres de contrôle et de prévention des maladies »
- les hôpitaux
- les organismes de recherche médicale
- les organismes publics
- les Conseils de l'Ordre de médecins
- l'Agence européenne des médicaments

### Professions médicales et paramédicales
Une profession de la santé est une profession dans laquelle une personne exerce ses compétences ou son jugement ou fournit un service lié au maintien ou l'amélioration de la santé des individus, ou au traitement ou soins des individus blessés, malades, souffrant d'un handicap ou d'une infirmité. Des exemples de profession peuvent notamment inclure : médecin, pharmacien, chirurgien-dentiste, sage-femme, masseur-kinésithérapeute, physiothérapeute, ergothérapeute, psychomotricien, infirmier, podologue, aide-soignant, ambulancier, et attaché de recherche clinique.

### Études médicales et paramédicales
Chaque profession possède son propre cursus de formation. En plus des études permettant d'exercer la profession de médecin dont l'organisation varie selon les pays, on trouve donc notamment les études en soins infirmiers, et les études de pharmacie.
L'étudiant en médecine s'appelle carabin.

## Bilan

### Apports
Les apports de la médecine, particulièrement de la médecine occidentale depuis le XIXe siècle, se mesure notamment par l'allongement de la durée de la vie, l'espérance de vie en bonne santé, la réduction de la mortalité infantile, et l'éradication ou la capacité technique d'éradication de très anciennes épidémies (tuberculose, peste, lèpre, etc.). Ces progrès se poursuivent comme avec les succès de nouvelles thérapies (ou actes chirurgicaux) sur des pathologies considérées encore incurables il y a une quinzaine d'années (comme certains cancers et maladies auto-immunes).

### Limites et perspectives
La médecine n'est pas une science exacte, et l'acte médical peut parfois affecter la personne humaine de manière négative, par exemple via :
- des « effets secondaires » ou indésirables de médicaments ou traitements, qui devront pour certains (Distilbène par exemple) être supportés par plusieurs générations. La recherche de ces effets se fait par pharmacovigilance ;
- l'antibiorésistance est due à la sélection de souches bactériennes résistantes à divers antibiotiques à cause d'un usage non raisonné de ces derniers ;
- les maladies nosocomiales peuvent apparaître en hôpital à cause de la concentration de malades. La forte pression exercée par les traitements ainsi que par les désinfectants et antiseptiques sur ce « pot pourri » de germes amène à long terme à l’émergence d'agents infectieux résistants qui pourront infecter facilement les malades déjà affaiblis ;
- les résultats de maladresses, d'erreurs médicales, de défauts d'organisation, de prises excessives de médicaments ou de traitements inadaptés. Un trouble ou une maladie est dite iatrogène lorsqu'elle est provoquée par un acte médical ou par les médicaments, même en l’absence d’erreur du médecin, du soignant, du pharmacien ou tout autre personne intervenant dans le soin. En France, 4 % des hospitalisations sont consécutives à des soins, et 40 % de ces cas seraient évitables[37]. Ces problèmes comprennent une partie des maladies nosocomiales dont les plus fréquentes sont les infections nosocomiales.

De nombreux progrès sont annoncés ou espérés dans les années à venir, en matière de santé-environnement, d'épidémiologie, d'allongement de la durée de vie, si ce n'est de la durée de vie en bonne santé. La médecine prédictive, le clonage, les cellules-souches posent des questions nouvelles en termes de bioéthique.
Des défauts d'anticipation font que, par exemple en France, en 2025, alors que la population aura augmenté (et la population âgée plus encore), le nombre de médecins aura diminué de 10 % et la densité médicale de 15 %, à la suite du non-remplacement des médecins baby-boomers induit par les quotas d’accès aux études de médecine dans les années 1970 à 1990. La médecine libérale devrait perdre 17 % de ses effectifs, et le secteur salarié 8 %, sauf en milieu hospitalier où le ministère envisage une hausse de 4 % ; 13 % des généralistes auront disparu, contre 7 % pour les spécialistes (ophtalmologistes, oto-rhino-laryngologistes et psychiatres surtout). La faible « densité médicale » augmentera aussi le coût des soins, l’impact des déplacements en termes de pollution (et secondairement de santé) et pourrait diminuer l'efficience médicale (une moindre densité médicale augmente la mortalité), d'autant plus que les patients sont plus pauvres.